# Az utolsó embervadászat
Az utolsó embervadászat (eredeti cím: The Last Manhunt) 2022-ben bemutatott amerikai westernfilm, amelyet Thomas Pa'a Sibbett és Jason Momoa története alapján Christian Camargo rendezett. Momoa vezető producerként is közreműködött. A főbb szerepekben Martin Sensmeier, Momoa, Camargo, Mainei Kinimaka, Lily Gladstone, Zahn McClarnon és Raoul Max Trujillo látható.
2022 májusában a Pioneertown Nemzetközi Filmfesztivál nyitófilmje volt. Világszerte a Saban Films szerezte meg a film forgalmazási jogait 2022 júniusában. Más filmek is feldolgozták a paiute legendát, köztük a Robert Redford főszereplésével készült Indián magány – Halál a Rubin hegyen című film. Magyarország a FilmBox Premium mutatta be 2025. február 14-én.

## Cselekmény
A film egy Willie nevű paiute férfit követ nyomon, aki Carlota apjának véletlen halála után a sivatagot járja. A felelősséget egy fiatal párra hárítják, és az igazságot kereső őslakosok egy csoportja üldözőbe veszi őket.

## Szereplők
| Szerep          | Színész            | Magyar hang            |
| --------------- | ------------------ | ---------------------- |
| Willie fiú      | Martin Sensmeier   | Hám Bertalan           |
| Carlotta        | Mainei Kinimaka    | Kardos Eszter          |
| William Johnson | Zahn McClarnon     | Karácsonyi Zoltán      |
| Marie           | Lily Gladstone     | Sipos Eszter Anna      |
| Hyde            | Raoul Max Trujillo | Tarján Péter           |
| Segundo         | Brandon Oakes      | Juhász Zoltán          |
| Wilson seriff   | Christian Camargo  | Dányi Krisztián        |
| Reche           | Wade Williams      | Orbán Gábor            |
| Ben             | Jamie Sives        | Horváth-Töreki Gergely |
| Toutain         | Justin Campbell    | Debreczeny Csaba       |
| Randolph        | Mojean Aria        | Renácz Zoltán          |
| Clara True      | Amy Seimetz        | Zsigmond Tamara        |
| Knowlin         | Charlie Brumbly    | Botlik Renátó          |
| Teacup          | Tantoo Cardinal    | Bessenyei Emma         |
| Big Jim         | Jason Momoa        | Varga Rókus            |

### Magyar változat
- Magyar szöveg: Niklosz Krisztina
- Felvevő hangmérnök: Darvas Bence
- Hangmérnök és vágó: Papp Zoltán István
- Gyártásvezető: Mészáros Szilvia
- Szinkronrendező: Berzsenyi Zoltán
- Produkciós vezető: Legény Judit

A szinkront a Laborfilm szinkronstúdió készítette el.

## A film készítése
A film forgatókönyvét igaz történet alapján Jason Momoa és Thomas Pa’a Sibbet írta. Momoa játszotta az egyik fejvadászt, míg a projekt rendezője, Christian Camargo a seriffet. A filmet retro stílusú, 3:4-es képarányban forgatták.